# Památník Terezín

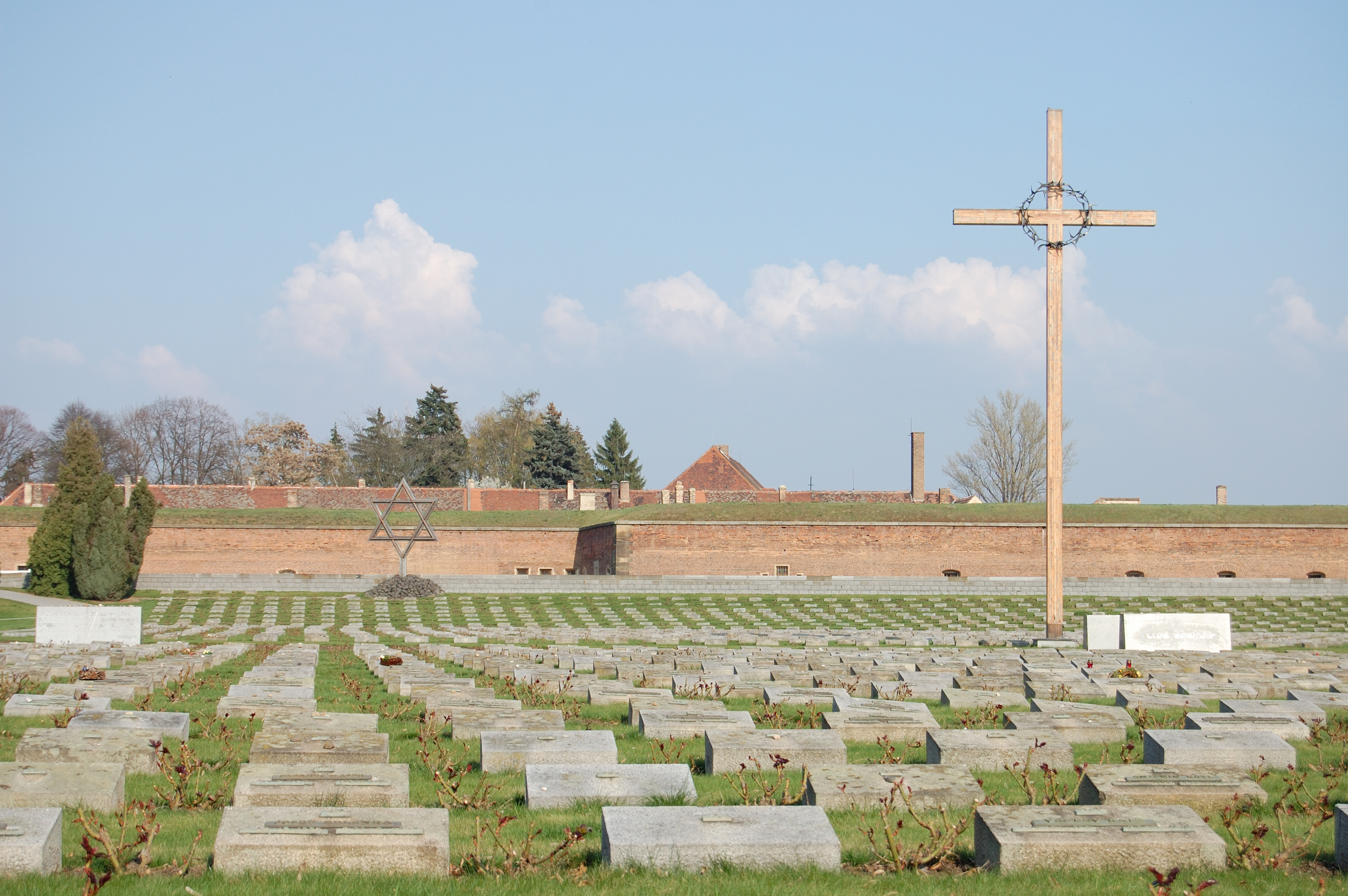
Národní hřbitov Terezín

Památník Terezín je specializovaná česká kulturní instituce, která má za úkol uchovávat památku na oběti nacistické perzekuce během 2. světové války. Památník byl založen tehdejší československou vládou v roce 1947 pod názvem Památník národního utrpení. Památník Terezín rozvíjí zejména muzejní, výstavní, výzkumnou a vzdělávací činnost spojenou s utrpením lidí během 2. světové války a to jak v Terezíně tak i jinde.

## Soubor Památníku
- Malá pevnost jako historická část Terezína
- Národní hřbitov Terezín
- Muzeum ghetta Terezín
- Židovský hřbitov s krematoriem a Ruský hřbitov
- Památník sovětských vojáků
- Pamětní deska u bývalé železniční vlečky
- Pietní místo u Ohře
- Kolumbárium s částí opevnění, obřadní místnosti a márnice
- Bývalá podzemní továrna Richard[zdroj?] v Litoměřicích s krematoriem
- Bývalá Magdeburská kasárna
- Bývalá modlitebna z doby ghetta v ulici Dlouhá

## Jednotlivé expozice památníku

### Malá pevnost (hlavní sídlo památníku)

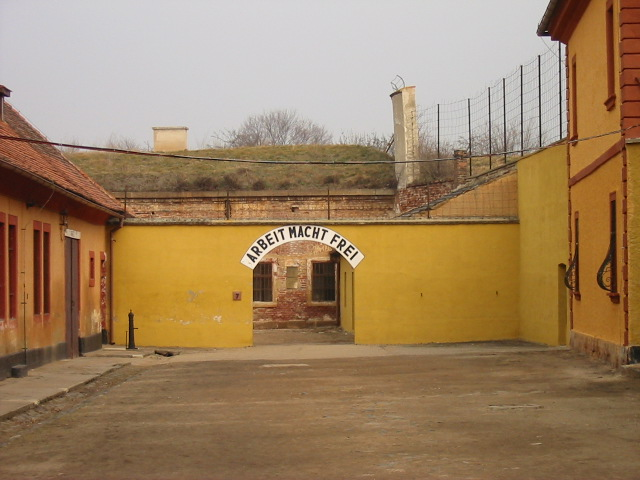
Vstup na 1. nádvoří s nápisem Arbeit macht frei (Práce osvobozuje)

V současnosti je hlavním sídlem Památníku Terezín tzv. Malá pevnost. Expozice v této části líčí otřesné podmínky v jakých zde žili vězni za obou světových válek, zejména pak za druhé světové války. Tato expozice je zpoplatněna, vstupenky je možno koupit u hlavní brány a projít si celý objekt s průvodcem. Prohlídkový okruh může dle zájmu návštěvníků trvat 1–3 hodiny. Vyjma původních instalací jsou zde též instalovány trvalé a přechodné výstavy. V tzv. Nemocnici (Krankenrevier) je to expozice věnovaná JUDr. Miladě Horákové, na druhé straně pak na 3. nádvoří se nachází expozice věnovaná Koncentračnímu táboru Litoměřice. Další dvě výstavní expozice se nachází v bývalých kasárnách SS a ve 2 celách 4. nádvoří. Dále se při vstupu do památníku nachází prodejna publikací a suvenýrů, na druhé straně pak kavárna a veřejné záchody. V původním kině, naproti domu, kde bývali ubytování strážní se svými rodinami a vedoucí věznice se nachází kino i dnes. Přibližuje návštěvníkům ve všech možných jazycích historii Terezína a krutosti, které se tu udály za 2. světové války.

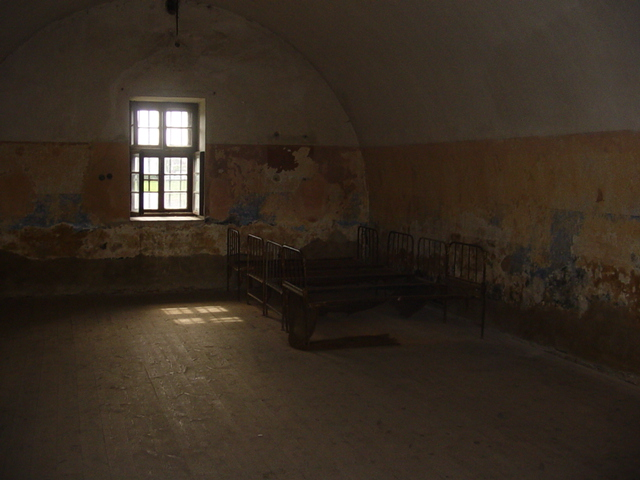
Místnost pro nemocné na 1. nádvoří

Současný prohlídkový okruh je koncipován na připomenutí fungování věznice hlavně za 2. světové války. Zahrnuje 1. nádvoří, kde byli vězni přijímáni, odevzdávali své osobní dokumenty a šaty a dostávali vězeňský oděv, včetně talíře, lžíce a deky. Byla zde také kancelář velitele věznice sadisty Heinricha Jöckela. Ten byl zde po válce společně se svojí ženou vězněn a odsouzen k smrti. Poprava byla vykonána v Litoměřicích. Z prvního nádvoří pak návštěvník postupuje bránou s nápisem Arbeit macht frei (Práce osvobozuje) k Bloku A a B. Tento nápis byl typický pro všechny nacistické koncentrační tábory.[zdroj?]
Blok A zahrnoval cely, kde byli během 2. světové války věznění zajatí ruští vojáci, židovští a čeští vězni, v Bloku B, pak pouze čeští vězni z Protektorátu Čechy a Morava. V menším počtu se zde vyskytovali i vězni jiných národností. Celkem prošlo vězením asi 20 národností. Vyjma cel pro vězně se v Bloku A nachází také ubikace pro trestance, kde během války zemřelo na nelidské podmínky několik desítek vězňů. Zde mezi Bloky A a B 1. dvora se nacházely také sprchy a místo pro dezinfekci šatů vězňů, včetně místnosti pro nemocné a umývárny, kterou však nikdy vězni nevyužili. Umývárna byla vybudována v roce 1944 a měla sloužit jako důkaz pro zástupce Červeného kříže, že je s vězni dobře nakládáno. Ti však do umývárny, stejně jako zástupci Červeného kříže nikdy nevstoupili. Blok B také obsahuje samotky, kde byli vězněni za nelidských podmínek převážně váleční zajatci, v cele 1 za 1. světové války také Gavrilo Princip, na nedalekém dvorku byli za 2. světové války vězni donuceni ukamenovat své 2 druhy.
Z 1. dvora se pokračuje ven přes hráz k opevňovacím prvkům východního bastionu. Zde byla za druhé světové války vybudována nemocnice. Místní doktor měl k dispozici pouze hodinky, v roce 1944 sem byly dočasně přemístěny ženy z dvora 3. Naproti bývalé nemocnici se nachází i 2 márnice, kam byla až do roku 1942 ukládána těla utýraných vězňů. Později byla těla odvážena do krematoria v Bohušovicích nad Ohří. Nachází se zde také zídka, přes kterou se povedl jeden jediný útěk z vězení.

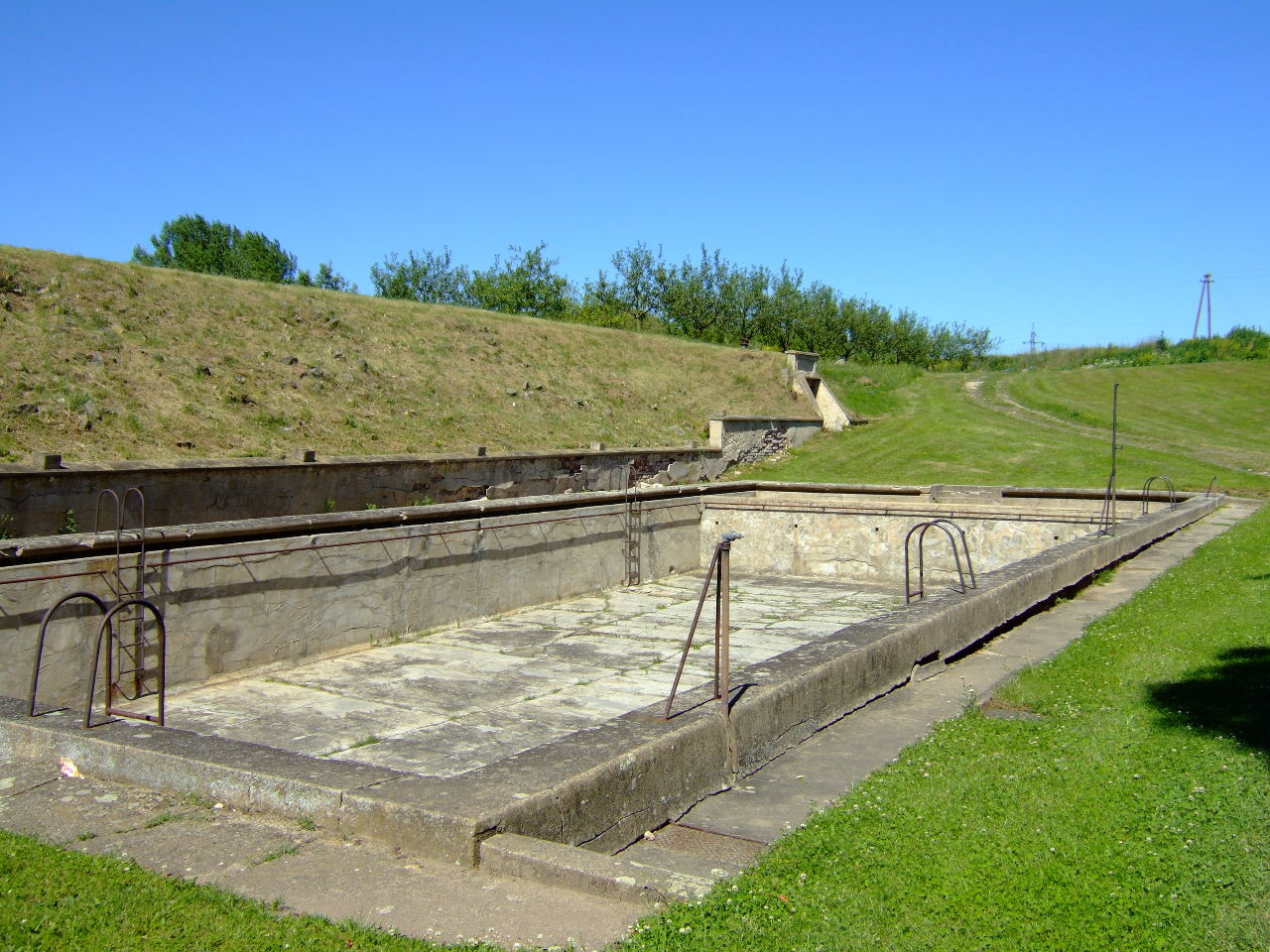
Bazén, při jehož stavbě bylo utýráno několik desítek vězňů – převážně židovského původu

Návštěvník dále pokračuje 500 m dlouhým tunelem v opevnění, který se však v dobách existence vojenské věznice a trestnice nepoužíval. Prochází východními opevňovacími prvky a bastiony. Šestkrát se lomí a vyúsťuje na popraviště, kam odsouzení přicházeli tzv. Branou smrti z Malé pevnosti. Na popravišti zemřelo v průběhu 2. světové války na 250 vězňů, nejčastěji zastřelením. Ještě dnes je vidět rozbitá zeď od kulek dozorců a příslušníků SS. Největší poprava se zde udála 2. května 1945, kdy zde bylo zastřeleno na 52 mladých lidí, členů protiněmeckého odboje s názvem Předvoj. Několik osob bylo také pro výstrahu oběšeno. Tunelem pak byla tělo odvážena na šance bastionu, kde byla pohřbívána do společných hrobů. Po válce bylo odsud exhumováno na 601 těl, pietně pohřbených na Národním hřbitově před Malou pevností.
Bránou smrti se pak návštěvník vrací do Malé pevnosti. Nalevo vidí bazén, postavený v roce 1942 studenty z Roudnice a židovskými vězni, jako protipožární opatření. Bazén však byl využíván k radovánkám manželek strážníků, mnoho židovských trestanců bylo při jeho výstavbě umučeno. Rodinní příslušníci strážníků a členů gestapa, žili v domě naproti bazénu, odděleném zdí a zahradou. Manželky některých strážníků, hlídaly ženské vězně na dvoře 2. V budově přilehlé k bazénu se nalézalo kino pro stráže a jejich rodiny. I dnes se zde nachází kino – dokumentuje historii Terezína a věznice.

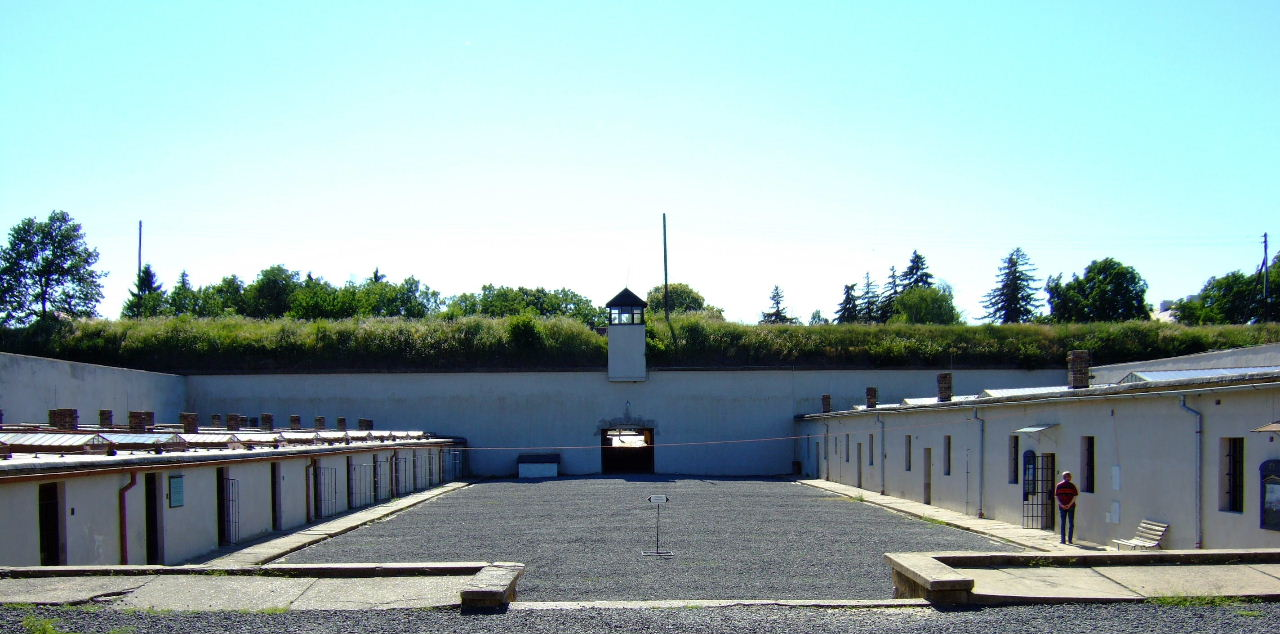
IV. dvůr: napravo samotky, nalevo hromadné cely. Uprostřed vpředu strážní věž pro 24hodinový dozor s kulometem

S přibývajícím počtem vězňů se od počátku roku 1943 začal budovat další, 4. dvůr v příkopě jižní části. Při vstupu do této části prochází návštěvník pietní částí určenou obětem nacistické ideologie. Nalevo je pomník se jmény koncentračních a vyhlazovacích táborů, kam proudili vězni z Terezína, vlevo pak místnost s prstí z těchto míst. Dále již pokračuje 4. dvůr. Napravo jsou zbytky cel, kde v jednu chvíli mohlo být ubytováno až na 600 vězňů v každé cele, nalevo se pak nacházejí samotky, kam byly uzavíráni hlavně vězni židovského původu. Na ploše 1,5 x 2 m mohlo být v jednu dobu uzavřeno až 6 vězňů.

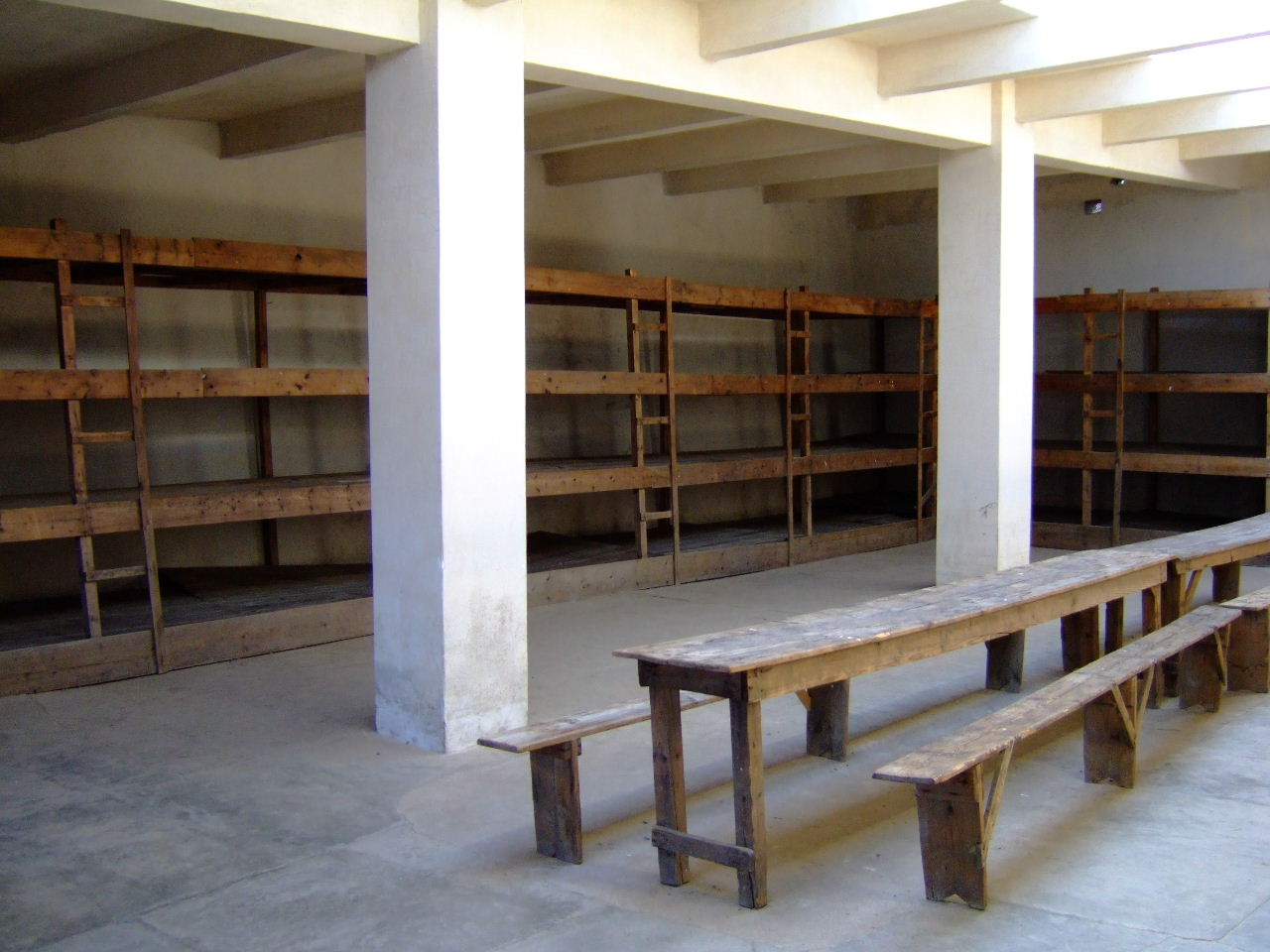
V takovýchto celách žilo za neuvěřitelných podmínek až 600 vězňů

Při návratu k hlavní bráně může návštěvník navštívit stálou expozici terezínské věznice v budově bývalých kasáren SS a těsně u východu se dostat vlevo na 3. nádvoří. Zde byla v roce 1942 vybudována ženská trestnice a v průběhu války jí prošlo na 5000 žen. Dnes se zde nachází expozice cel, samotek a Litoměřického pracovního tábora. Koncentrační tábor Litoměřice vznikl na sklonku války v roce 1944. Jeho obyvatelé pomáhali s budováním podzemní továrny v dolech Richard I a Richard II. a následně se zde vyráběly motory a jiné součástky. Na práci byly svezení vězni z různých táborů včetně Terezína. Z celkového počtu 18 000 lidí bylo 4 500 z nich utýráno.
V místech, kde se dnes nachází kavárna, bývala za dob 2. světové války kantýna pro dozorce, na dvorku za ní pak dílny, kde vězni pracovali. Vězni z Terezínského lágru pracovali jak v dílnách, tak v kuchyni či mimo vězení, kde byly nasazováni na práci na železnici a u jiných firem. Stravovací podmínky se měnily v průběhu války, stejně tak volný čas. Jednou měsíčně mohli vězni napsat v němčině dopis svým blízkým. Jakékoliv pokusy o prozrazení stavu vězení byly tvrdě trestány – veškerá poštovní korespondence byla kontrolována. Naproti pokladně se pak nachází malý výstavní sál.

### Muzeum ghetta

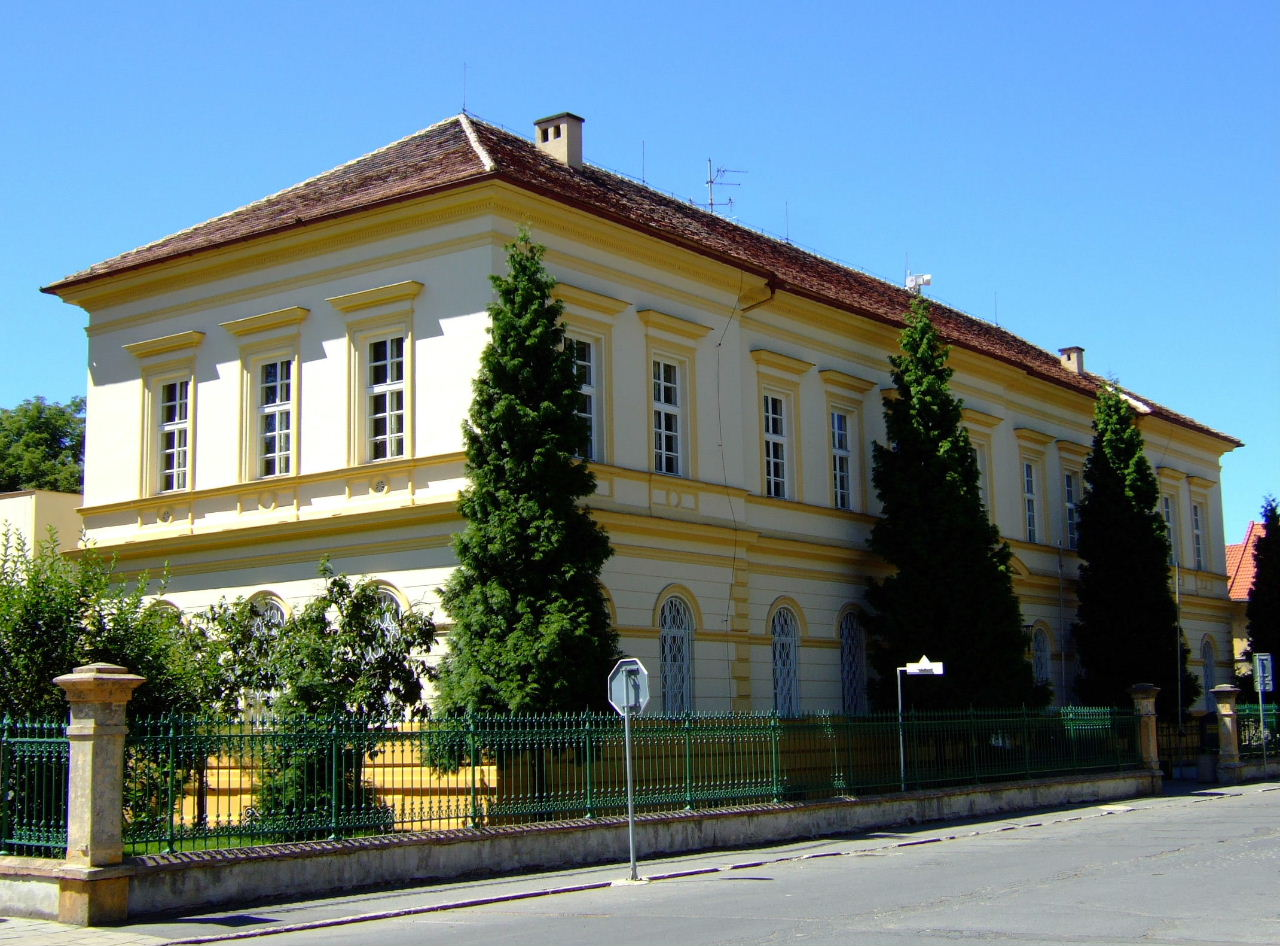
Muzeum ghetta se nachází v bývalé terezínské škole na dnešní ulici 5. května

Muzeum ghetta je poměrně mladou institucí Památníku Terezín, které vznikla po sametové revoluci v roce 1991. Muzeum bylo otevřeno v budově bývalé školy a nabízí stálou expozici věnovanou tématu tzv. „konečného řešení židovské otázky“. V hale před promítacím sálem je pak možno zhlédnout krátkodobé výstavy věnované terezínskému umění. Kino nabízí obdobné filmy jako kino v Malé pevnosti. Hlavní část expozice se nachází v přízemí a prvním patře budovy. Přináší návštěvníkům originály prací terezínských dětí, historické fotografie a výpovědi pamětníků. Vstup do muzea je zpoplatněn, lístek lze využít k návštěvě ostatních částí tzv. Velké pevnosti (Magdeburská kasárna, modlitebna, kolumbárium) a krematoria.

### Magdeburská kasárna

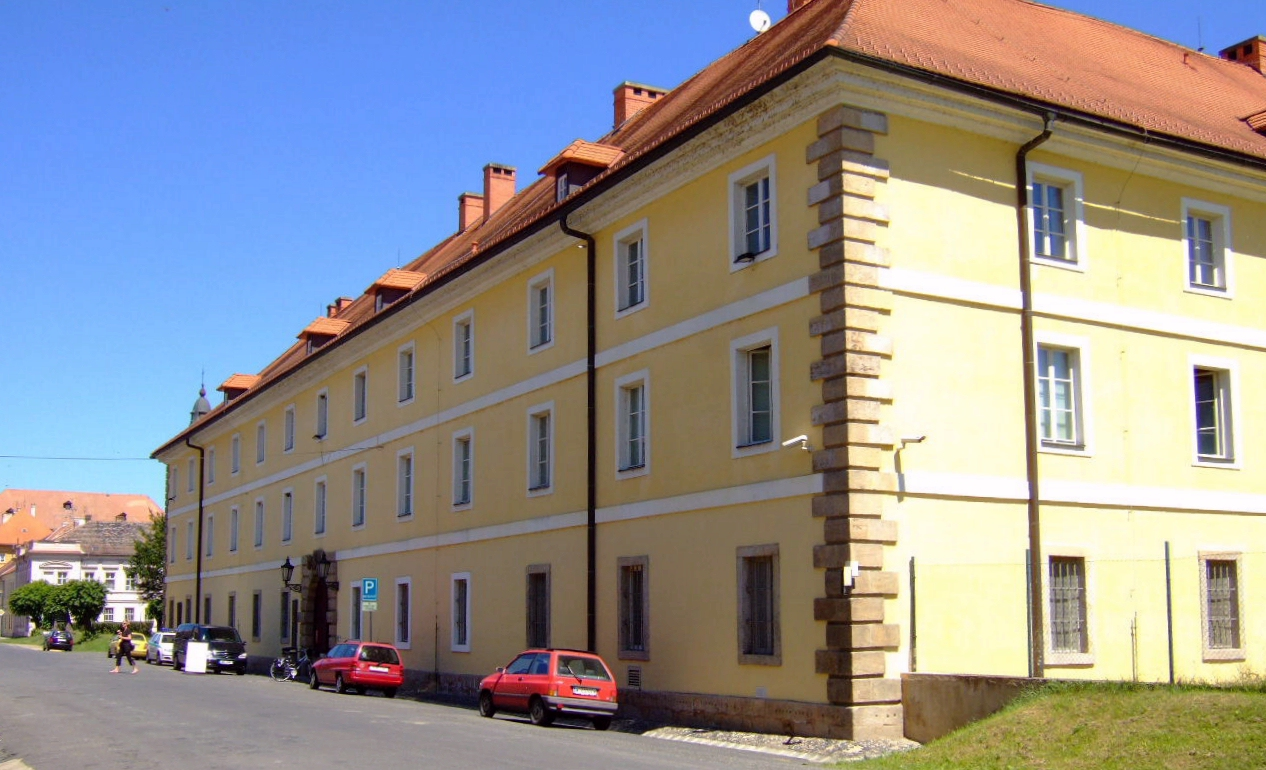
Opravená budova tzv. „Magdeburských kasáren“

Expozice v bývalých Magdeburských kasárnách byla otevřena v roce 1997. V prvním patře směrem do ulice 28. října je v několika místnostech umístěna expozice věnovaná hudbě, výtvarnému umění, literární tvorbě a divadlu za dob existence Židovského ghetta mezi lety 1941–1945. První část expozice pak tvoří replika ženské ubikace z dob ghetta. Vstup je zpoplatněn.

### Modlitebna z dob terezínského ghetta
Jedná se o expozici jedné z modliteben, která byla objevena teprve v 90. letech 20. století a složitým restaurátorským zásahem uvedena do stavu z období existence židovského ghetta. Nachází se v dnešní ulici Dlouhé ve Velké pevnosti. Vstup do modlitebny není zpoplatněn.

### Kolumbárium, obřadní místnosti a ústřední márnice

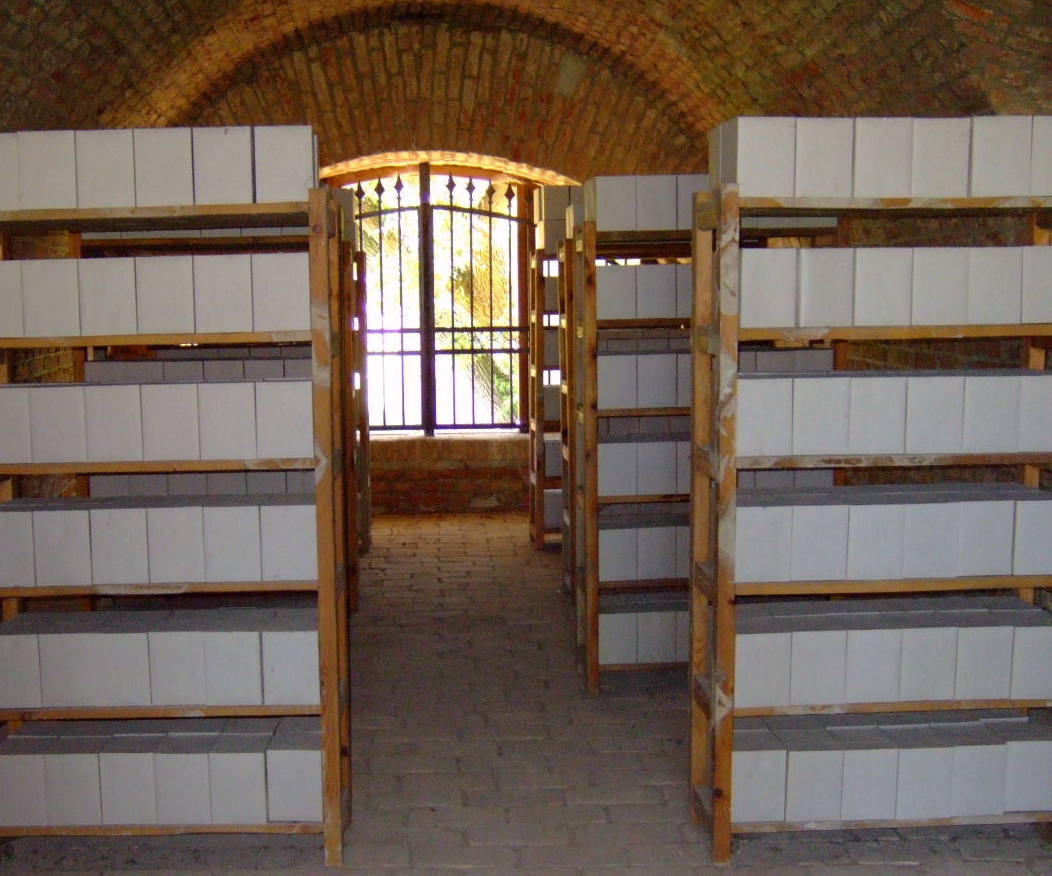
Kolumbárium

Tato expozice se nachází ve vnější části opevnění tzv. Velké pevnosti. Jedná se o místo uchování ostatků zkremovaných židů, které se dochovaly z období židovského ghetta a které nebyly vysypány do řeky Ohře. Stejně tak jako sloužila obřadní místnost za 2. světové války, slouží i dnes k obdobným účelům – je však možno ji také navštívit. Vstup zdarma.

### Krematorium

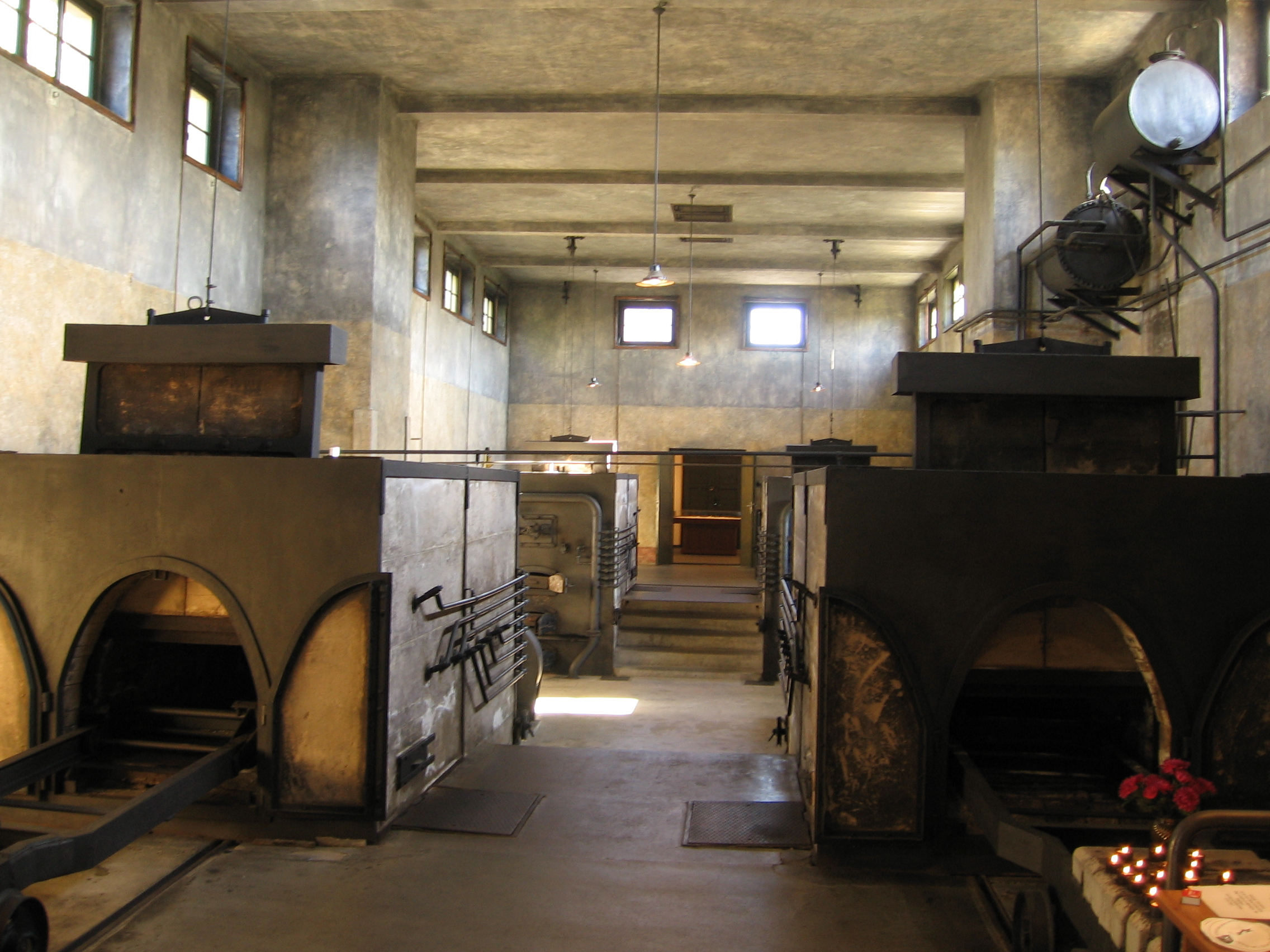
Hlavní část krematoria se 4 pecemi

Krematorium se nacházelo na židovském hřbitově za městem. Dnes je součástí expozice Úmrtnost a pohřbívání v terezínském ghettu dokumentujíce necelých 5 let činnosti za dob 2. světové války. V okolí krematoria se nachází židovský hřbitov včetně hřbitova města Terezín a hřbitova padlých vojáků za 2. světové války. Je tu také umístěna velká menora a pomník obětem z řad vojáků SSSR. Krematorium je uzavřeno v sobotu. Nachází se za městem v ulici Městský hřbitov při výjezdu směrem na jih. Vstup do krematoria není zpoplatněn.

## Ediční činnost
Památník Terezín vydává historický sborník Terezínské listy.

## Otevírací doba, vstupné a další služby
Otevírací doba jednotlivých objektů se značně mění. Všechny objekty jsou otevřeny denně po celý rok (kromě vánočních svátků a Nového roku), vyjma krematoria, které je zavřeno o sobotách. Většina objektů otvírá v 9 hodin, vyjma Malé pevnosti, která otvírá již v 8 hodin a krematoria, které je otevřeno od 10 hodin. Zavírací doba je pak mezi 16–18 hodinou. Otevírací dobu, stejně jako výši vstupného je možno ověřit prostřednictvím webových stránek Památníku Terezín (viz níže).
Vstupné je možné zakoupit ve dvou variantách: a) 1 objekt (Malá pevnost, nebo bývalé ghetto tj. Muzeum ghetta + bývalá Magdeburská kasárna a další objekty ve městě); b)vstupné kombinované (Malá pevnost + Muzeum ghetta + bývalá Magdeburská kasárna a další objekty ve městě). Základní vstupné pro dospělou osobu stojí 180 korun při návštěvě 1 objektu a 220 korun při návštěvě všech objektů. Snížené vstupné pro děti, studenty či důchodce stojí 150 korun do 1 objektu nebo 170 korun do objektů všech. Prohlídka je možná samostatně nebo s místním průvodcem. Průvodcovský výklad je podáván v češtině a řadě světových jazyků. Průvodce je nutno objednat předem.
V exteriérech památníku je možno volně dělat fotografie bez poplatku, v interiérech je to zakázáno. Natáčení je zakázáno všude, k jeho umožnění je potřeba zvláštního povolení. Archiv Památníku Terezín je otevřen každý pracovní den od 8 do 15 hodin v areálu Malé pevnosti.